# حارة عبد الكافي (خور مكسر)
حارة عبد الكافي هي إحدى حارات حي أكتوبر الواقع بمديرية خور مكسر التابعة لمحافظة عدن، بلغ تعداد سكانها 4287 نسمة حسب تعداد اليمن لعام 2004.